# MTV Europe Music Awards/Best Pop
Der MTV Europe Music Award for Best Pop wurde erstmals 1998 vergeben. Es handelt sich um eine Genre-Kategorie, die Künstler und Gruppen honoriert, die der Popmusik zuzuordnen sind. Zwischen 2007 und 2009 wurde der Award nicht vergeben.
Der englisch-irischen Gruppe One Direction gelang es, den Award drei Mal in drei aufeinanderfolgenden Jahren zu erlangen. Zweimal schafften dies Justin Timberlake, The Black Eyed Peas und Justin Bieber, wobei es den letzteren beiden Künstlern gelang, den Award in zwei aufeinanderfolgenden Jahren zu gewinnen.

## Nominierte und Gewinner

### 1990er
| Jahr            | Künstler | EN |
| --------------- | -------- | -- |
| 1998            |          |    |
| Spice Girls     | [ 1 ]    |    |
| Aqua            | [ 1 ]    |    |
| Backstreet Boys | [ 1 ]    |    |
| Boyzone         | [ 1 ]    |    |
| Five            | [ 1 ]    |    |
| 1999            | [ 1 ]    |    |
| Britney Spears  | [ 2 ]    |    |
| Backstreet Boys | [ 2 ]    |    |
| Boyzone         | [ 2 ]    |    |
| Five            | [ 2 ]    |    |
| Ricky Martin    | [ 2 ]    |    |

### 2000er
| Jahr                | Künstler       | EN             |
| ------------------- | -------------- | -------------- |
| 2000                |                |                |
| All Saints          | [ 3 ]          |                |
| Backstreet Boys     | [ 3 ]          |                |
| *NSYNC              | [ 3 ]          |                |
| Britney Spears      | [ 3 ]          |                |
| Robbie Williams     | [ 3 ]          |                |
| 2001                | [ 3 ]          |                |
| Anastacia           | [ 4 ]          |                |
| Atomic Kitten       | [ 4 ]          |                |
| *NSYNC              | [ 4 ]          |                |
| Shaggy              | [ 4 ]          |                |
| Britney Spears      | [ 4 ]          |                |
| 2002                | [ 4 ]          |                |
| Kylie Minogue       | [ 5 ]          |                |
| Anastacia           | [ 5 ]          |                |
| Enrique Iglesias    | [ 5 ]          |                |
| Pink                | [ 5 ]          |                |
| Shakira             | [ 5 ]          |                |
| 2003                | [ 5 ]          |                |
| Justin Timberlake   | [ 6 ]          |                |
| Christina Aguilera  | [ 6 ]          |                |
| Kylie Minogue       | [ 6 ]          |                |
| Pink                | [ 6 ]          |                |
| Robbie Williams     | [ 6 ]          |                |
| 2004                | [ 6 ]          |                |
| The Black Eyed Peas | [ 7 ]          |                |
| Anastacia           | [ 7 ]          |                |
| Avril Lavigne       | [ 7 ]          |                |
| Britney Spears      | [ 7 ]          |                |
| Robbie Williams     | [ 7 ]          |                |
| 2005                | [ 7 ]          |                |
| The Black Eyed Peas | [ 8 ]          |                |
| Gorillaz            | [ 8 ]          |                |
| Shakira             | [ 8 ]          |                |
| Gwen Stefani        | [ 8 ]          |                |
| Robbie Williams     | [ 8 ]          |                |
| 2006                | [ 8 ]          |                |
| Justin Timberlake   | [ 9 ]          |                |
| Christina Aguilera  | [ 9 ]          |                |
| Madonna             | [ 9 ]          |                |
| Shakira             | [ 9 ]          |                |
| Robbie Williams     | [ 9 ]          |                |
| 2007 – 2009         | nicht vergeben | nicht vergeben |

### 2010er
| Jahr                | Künstler | EN |
| ------------------- | -------- | -- |
| 2010                |          |    |
| Lady Gaga           | [ 10 ]   |    |
| Miley Cyrus         | [ 10 ]   |    |
| Katy Perry          | [ 10 ]   |    |
| Rihanna             | [ 10 ]   |    |
| Usher               | [ 10 ]   |    |
| 2011                | [ 10 ]   |    |
| Justin Bieber       | [ 11 ]   |    |
| Britney Spears      | [ 11 ]   |    |
| Katy Perry          | [ 11 ]   |    |
| Lady Gaga           | [ 11 ]   |    |
| Rihanna             | [ 11 ]   |    |
| 2012                | [ 11 ]   |    |
| Justin Bieber       | [ 12 ]   |    |
| Katy Perry          | [ 12 ]   |    |
| No Doubt            | [ 12 ]   |    |
| Rihanna             | [ 12 ]   |    |
| Taylor Swift        | [ 12 ]   |    |
| 2013                | [ 12 ]   |    |
| One Direction       | [ 13 ]   |    |
| Justin Bieber       | [ 13 ]   |    |
| Miley Cyrus         | [ 13 ]   |    |
| Katy Perry          | [ 13 ]   |    |
| Taylor Swift        | [ 13 ]   |    |
| 2014                | [ 13 ]   |    |
| One Direction       | [ 14 ]   |    |
| 5 Seconds of Summer | [ 14 ]   |    |
| Ariana Grande       | [ 14 ]   |    |
| Miley Cyrus         | [ 14 ]   |    |
| Katy Perry          | [ 14 ]   |    |
| 2015                | [ 14 ]   |    |
| One Direction       | [ 15 ]   |    |
| 5 Seconds of Summer | [ 15 ]   |    |
| Ariana Grande       | [ 15 ]   |    |
| Justin Bieber       | [ 15 ]   |    |
| Taylor Swift        | [ 15 ]   |    |
| 2016                |          |    |
| Fifth Harmony       | [ 16 ]   |    |
| Ariana Grande       | [ 16 ]   |    |
| Justin Bieber       | [ 16 ]   |    |
| Rihanna             | [ 16 ]   |    |
| Selena Gomez        | [ 16 ]   |    |
| Shawn Mendes        | [ 16 ]   |    |
| 2017                | [ 16 ]   |    |
| Camila Cabello      | [ 17 ]   |    |
| Demi Lovato         | [ 17 ]   |    |
| Miley Cyrus         | [ 17 ]   |    |
| Shawn Mendes        | [ 17 ]   |    |
| Taylor Swift        | [ 17 ]   |    |
| 2018                |          |    |
| Dua Lipa            | [ 18 ]   |    |
| Ariana Grande       | [ 18 ]   |    |
| Camila Cabello      | [ 18 ]   |    |
| Hailee Steinfeld    | [ 18 ]   |    |
| Shawn Mendes        | [ 18 ]   |    |
| 2019                |          |    |
| Halsey              | [ 19 ]   |    |
| Ariana Grande       | [ 19 ]   |    |
| Becky G             | [ 19 ]   |    |
| Camila Cabello      | [ 19 ]   |    |
| Jonas Brothers      | [ 19 ]   |    |
| Shawn Mendes        | [ 19 ]   |    |

### 2020er
| Jahr           | Künstler | EN |
| -------------- | -------- | -- |
| 2020           |          |    |
| Little Mix     |          |    |
| BTS            |          |    |
| Dua Lipa       |          |    |
| Harry Styles   |          |    |
| Justin Bieber  |          |    |
| Katy Perry     |          |    |
| Lady Gaga      |          |    |
| 2021           |          |    |
| BTS            |          |    |
| Doja Cat       |          |    |
| Dua Lipa       |          |    |
| Ed Sheeran     |          |    |
| Justin Bieber  |          |    |
| Olivia Rodrigo |          |    |
| 2022           |          |    |
| Taylor Swift   |          |    |
| Billie Eilish  |          |    |
| Doja Cat       |          |    |
| Ed Sheeran     |          |    |
| Harry Styles   |          |    |
| Lizzo          |          |    |